# Królowe
Królowe  (deutsch Königsdorf) ist eine Ortschaft in Oberschlesien. Der Ort liegt in der Gmina Głubczyce im Powiat Głubczycki in der Woiwodschaft Oppeln in Polen.

## Geographie

### Geographische Lage
Das Angerdorf Królowe liegt sieben Kilometer nördlich der Kreisstadt und des Gemeindesitzes Głubczyce (Leobschütz) sowie 55 Kilometer südwestlich der Woiwodschaftshauptstadt Opole (Oppeln). Der Ort liegt in der Nizina Śląska (Schlesische Tiefebene) innerhalb der Płaskowyż Głubczycki (Leobschützer Lößhügelland). Östlich des Dorfes fließt die Stradunia (Straduna), ein linker Zufluss der Oder.

### Nachbarorte
Nachbarorte von Królowe sind im Nordwesten Kietlice (Kittelwitz), im Norden Biernatów (Berndau), im Osten Lisięcice (Leisnitz) und im Süden Zawiszyce (Sabschütz).

## Geschichte

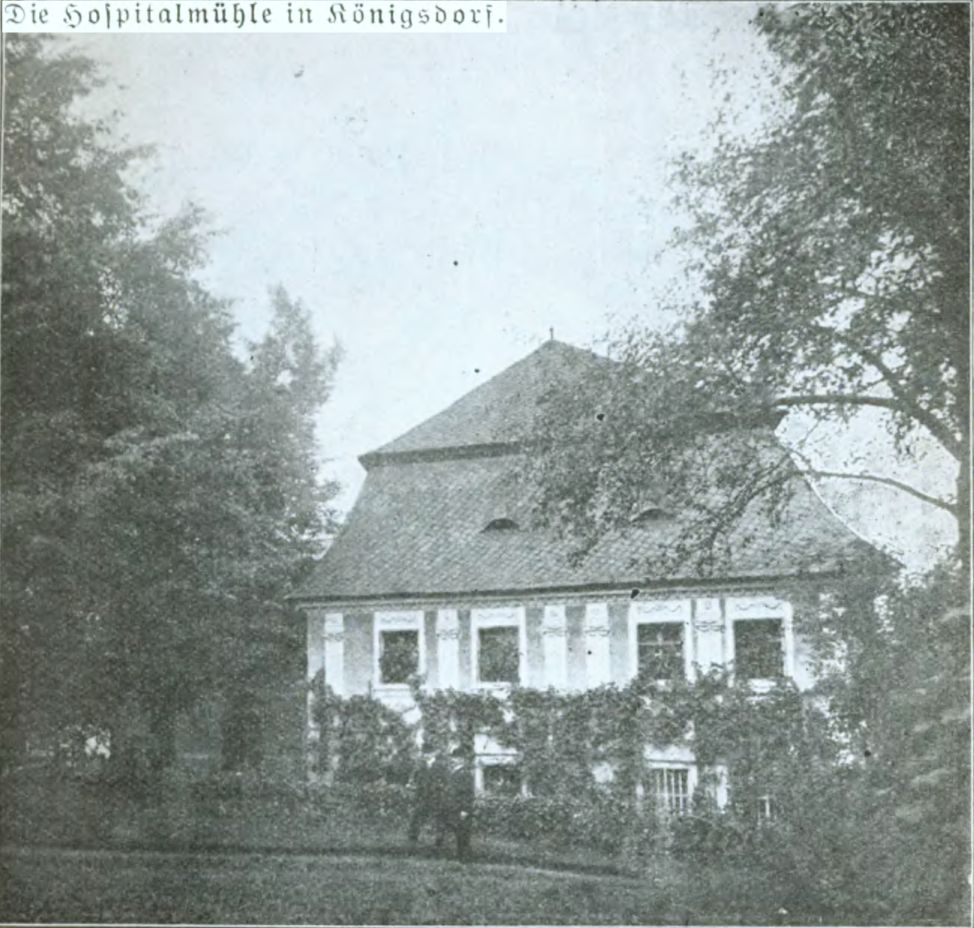
Hospitalmühle – um 1900

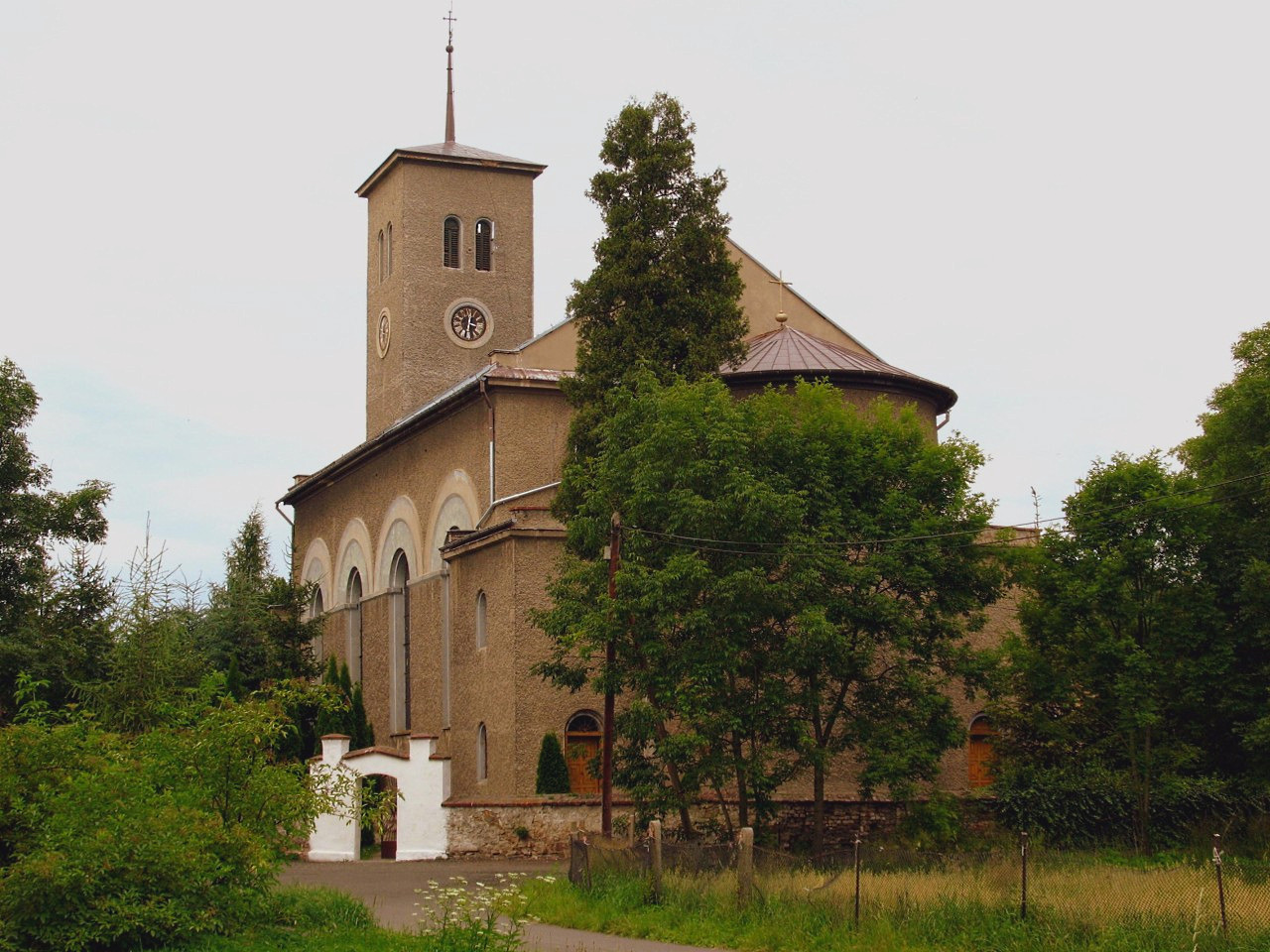
St. Laurentius

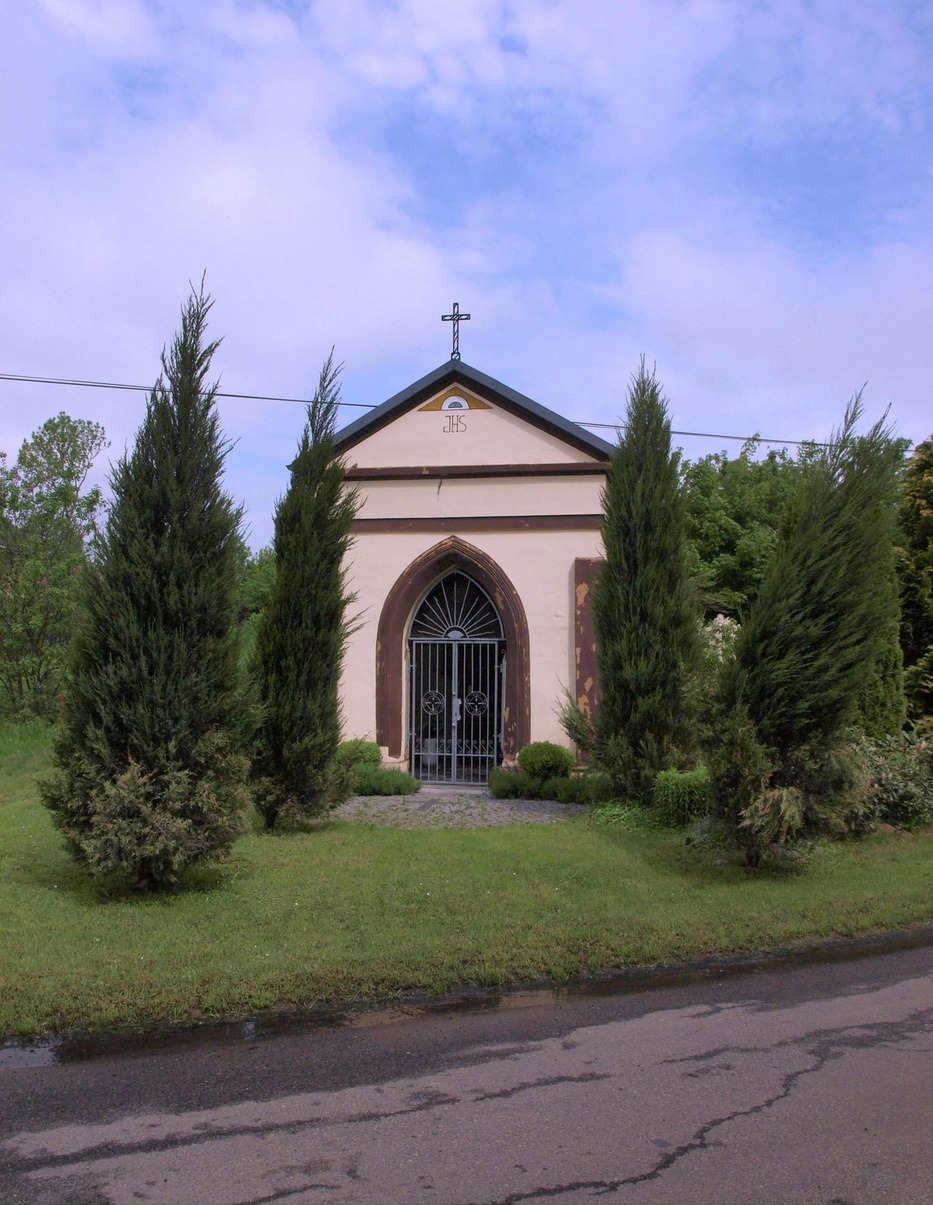
Wegekapelle

Im Jahr 1564 wurde für den Ort eine Pfarrkirche erwähnt.
Nach dem Ersten Schlesischen Krieg 1742 fiel Königsdorf mit dem größten Teil Schlesiens an Preußen. 1793 wurde im Ort eine Kirche eingerichtet.
Nach der Neuorganisation der Provinz Schlesien gehörte die Landgemeinde Königsdorf ab 1816 zum Landkreis Leobschütz im Regierungsbezirk Oppeln. 1845 bestanden im Dorf eine katholische Kirche, eine katholische Schule, zwei Wassermühlen (Hospital- und Steinmühle) und 102 Häuser. Im gleichen Jahr lebten in Königsdorf 670 Menschen, davon 2 evangelisch. 1861 zählte Königsdorf 20 Bauern, 28 Gärtner- und 32 Häuslerstellen. 1874 wurde der Amtsbezirk Sabschütz gegründet, welcher die Landgemeinden Kittelwitz, Königsdorf, Sabschütz und Schlegenberg und die Gutsbezirken Kaltenhausen und Schlegenberg umfasste.
Bei der Volksabstimmung in Oberschlesien am 20. März 1921 stimmten in Königsdorf 598 Personen für einen Verbleib bei Deutschland und 1 für Polen. Königsdorf verblieb wie der gesamte Stimmkreis Leobschütz beim Deutschen Reich. 1933 zählte der Ort 591 Einwohner, 1939 wiederum 600. Bis 1945 gehörte der Ort zum Landkreis Leobschütz. Am 17. März 1945 nahm die 60. Armee der Roten Armee Königsdorf ein. Die deutsche Zivilbevölkerung floh kurz zuvor in die Nähe von Budweis.
1945 kam der bisher deutsche Ort unter polnische Verwaltung, wurde in Królowe umbenannt und der Woiwodschaft Schlesien angeschlossen. Im Mai und Juni 1945 kehrte ein Teil der deutschen Bevölkerung zurück nach Königsdorf. Im Sommer 1946 wurde die deutsche Bevölkerung vertrieben. 1950 wurde Królowe der Woiwodschaft Oppeln zugeteilt. 1999 wurde der Ort Teil des wiedergegründeten Powiat Głubczycki.

## Sehenswürdigkeiten
- Die römisch-katholische Laurentiuskirche (poln. Kościół św. Wawrzyńca) wurde zwischen 1847 und 1849 erbaut. Bereits seit 1564 ist eine Kirche für den Ort belegt.[2] Der Kirchenbau steht seit 1966 unter Denkmalschutz.[9]
- Historische Mühlengebäude an der Stradunia
- Wegekapelle mit Altar
- Steinernes Wegekapelle

## Söhne und Töchter des Ortes
- Anton Froehlich (1860–1931), Mühlenbesitzer ('Erste Königshütter Dampfmühle'), Vorsitzender Aufsichtsrat der Śląski Bank Ludowy, geboren in Königsdorf und Vater des NS-Widerstandskämpfers und Märtyrer (KZ-Dachau) August Froehlich